# 柯拉战役
柯拉战役（芬蘭語：Kollaan taistelu）是苏联和芬兰之间发生的一次战争，于1939年12月7日至1940年3月13日之间进行。是冬季战争的一部分。